# Válečný kříž (Belgie)
Válečný kříž (francouzsky Croix de guerre, nizozemsky Oorlogskruis) je vojenské vyznamenání Belgického království, jež bylo poprvé založeno roku 1915. Primárně bylo udíleno za statečnost a další vojenské ctnosti na bojišti.

## Historie
První vzor udílený během první světové války byl založen dne 25. října 1915. Udílen byl především za statečnost na bojišti a za další vojenské ctnosti. Vyznamenání bylo obnoveno belgickou vládou v exilu za druhé světové války dne 20. července 1940. Opět byl kříž udílen za statečnost v boji a za další vojenské ctnosti. Po roce 1940 bylo možné vyznamenání udělit také vojenským jednotkám. Znovu bylo vyznamenání obnoveno královským dekretem ze dne 3. dubna 1954. Nová verze má být udílena za další potencionální konflikty srovnatelné s druhou světovou válkou.

## První světová válka

### Pravidla udílení
Za první světové války bylo vyznamenání udíleno výhradně jednotlivcům, nikoliv jednotkám. Udílen byl nejen za statečnost na bojišti, ale také za tři a více let služby v první linii nebo za dobrý výkon na bojišti. Udílen byl také dobrovolníkům starším 40 let či mladším 16 let po minimálně osmnácti měsících služby, uprchlým válečným zajatcům, kteří se vrátili do služby v ozbrojených silách a vojákům, kteří byli vyřazeni z aktivní služby kvůli zranění.

### Popis medaile
Kříž o velikosti 40 mm měl tvar maltézského kříže s cípy zakončenými kuličkami o průměru 3 mm. Vyroben byl z bronzu. Uprostřed byl kulatý medailon o průměru 14 mm s vyobrazením lva stojícího na zadních nohou. Na zadní straně byl v medailonu královský monogram krále Alberta I. Kříž byl položen na dvou zkřížených mečích dlouhých 37 mm s čepelemi směřujícími vzhůru. Mezi cípy horního ramene kříže bylo umístěno obrácené písmeno V o velikosti 14 mm. Nad ním byl přechodový prvek ve tvaru královské koruny. Velikost koruny byla 25 mm. Celková výška kříže tak byla 65 mm.
Stuha široká 38 mm byla červená s pěti 2 mm širokými světle zelenými proužky. Tři z nich se nacházely uprostřed a byly umístěny v rozestupu 3 mm. Další dva proužky se byly umístěny ve vzdálenosti 3 mm od okrajů.
Pokud byla vyznamenaná osoba zmíněna v oficiálním hlášení, byla ke stuze připojena spona ve tvaru lva nebo palmového listu zdobeného písmenem A (znamenající Albert I.).
- bronzový lev: zmínka v hlášení na plukovní úrovni
- stříbrný lev: zmínka v hlášení na brigádní úrovni
- zlatý lev: zmínka v hlášení na divizní úrovni
- bronzová palma: zmínka v hlášení na armádní úrovni
- stříbrná palma: nahrazuje pět bronzových palmových listů
- zlatá palma: nahrazuje pět stříbrných palmových listů

V případě že bylo vyznamenání uděleno posmrtně, byla ke stuze připojena úzká černě smaltovaná spona.

## Druhá světová válka

### Pravidla udílení
Za druhé světové války byla založena nová verze tohoto vyznamenání, která se lehce lišila svým vzhledem i statutem. Stále byl udílen především jednotlivcům, ale mohl být udělen i vojenským jednotkám. V případě jeho udělení jednotce byla stuha vyznamenání připevněna k barvám jednotky.
Belgická fourragère byla udělena belgickou vládou jednotce, která byla v hlášení zmíněna dvakrát. Udělení fourragère nebylo automatické a vyžadovalo zvláštní dekret belgické vlády. Fourragère byla stejné barvy jako stuha Válečného kříže. Fourragère nosili pouze ti, kteří byli v době udělení vyznamenání jednotce jejími příslušníky.

### Popis medaile
Rozměry kříže zůstaly stejné, jako tomu bylo u předchozí verze. Jediným skutečným rozdílem byl královský monogram krále Leopolda III. v medailonu na zadní straně vyznamenání, který nahradil původní královský monogram krále Alberta I.
Stuha byla červená se světle zelenými pruhy. Jejich počet byl zvýšen na 6 a jejich šířka byla 1 mm. Umístěny byly ve trojicích na každém konci stuhy 2 mm od sebe. První z nich byl umístěn 2 mm od okraje stuhy.
I spony se zachovaly stejné jako v předchozím případě, pouze písmeno A na palmovém listu bylo nahrazeno písmenem L.

## Vzor 1954

### Pravidla udílení
V roce 1954 bylo vyznamenání založeno bez odkazu na konkrétní konflikt. Tento kříž má být udělen během potencionálních budoucích válek srovnatelných s druhou světovou válku. Kříž dosud nebyl udělen.

### Popis medaile
Kříž se podobá předchozím verzím, ale liší se ve vzhledu středového medailonu na zadní straně medaile. V případě vzoru 1954 nahradil královský monogram státní znak Belgie.
Stuha je barevně převrácenou verzi stuhy kříže vzoru 1940–1945. Je zelená se šesti červenými proužky o šířce 1 mm. Umístěny jsou ve trojicích na každém konci stuhy 2 mm od sebe. První z nich byl umístěn 2 mm od okraje stuhy.

## Fotogalerie

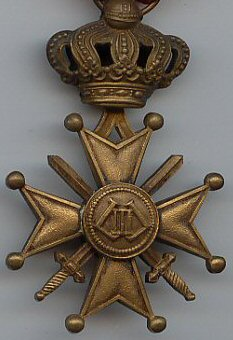
Zadní strana medaile, vzor 1940–1945
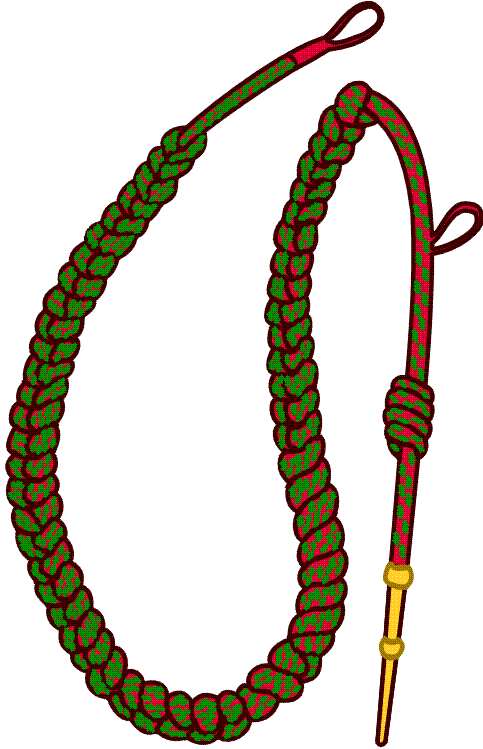
Fourragère
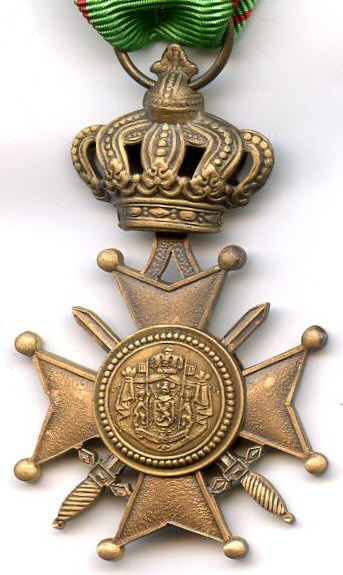
Vzor 1954, zadní strana